# Infidels
Infidels is het 22ste studioalbum van singer-songwriter Bob Dylan dat werd uitgegeven op 27 oktober 1983. Na zijn christelijke drieluik keert Dylan weer terug naar wereldse onderwerpen, zoals over de liefde, verbroken relaties en maatschappijkritische thema's. De bijbel keert wel terug in nummers als "The Jokerman", "Man Of Piece" en "I And I". "Sweetheart Like You" lijkt een seksistisch nummer over de vrouw, die thuis hoort en niet in de kroeg, maar kan ook geïnterpreteerd worden als tekst over verleiding en manipulatie door Lucifer. "Union Sundown" gaat over de Amerikaanse economie, die weggeconcurreerd wordt door lage-lonen landen.

## Productie
Dylan vroeg Mark Knopfler voor Infidils in een dubbelrol, zowel voor de productie als begeleider op gitaar. Knopfler nam toetsenist Alan Clark en geluidstechnicus Neil Dorfsman mee. Dylan vroeg verder de medewerking van Sly and Robbie en ex-Stones-gitarist Mick Taylor. In de periode tussen 11 april en 18 mei vonden de opname-sessies plaats in de Power Station in New York. Het album werd in verband met een korte tour niet door Knopfler afgemaakt. Ian Taylor deed met Dylan de definitieve samenstelling en eindmix.   

### Outtakes
Er werden 20 andere nummers opgenomen, die het album niet haalden.
- "Angel Flying Too Close To The Ground", een nummer geschreven door Willie Nelson, werd in november 1983 als B-kant van de single "I And I" uitgebracht.
- "Blind Willie McTell", "Tell Me", "Lord Protect My Child" en "Foot of Pride" werden in 1991 uitgebracht op The bootleg series volumes 1-3 [Rare & Unreleased] 1961–1991.
- In 2003 verscheen een niet-officiële bootleg op het bootleglabel The Home(r) Entertainment Network. Onder de titelThe Alternate Infidels werd een cd uigebracht met 15 nummers van de opnamesessies met alternatieve versies van het originele album en  7 niet op het album opgenomen nummers als "Blind Willie McTell", "Angel Flying Too Close To The Ground", "Julius and Ethel", "Clean Cut Kid", "This Was My Love", "Lord Protect My Child" en "Someone's Got a Hold of My Heart"
- "Clean Cut Kid" werd alsnog opgenomen op Empire Burlesque" in een nieuwe versie met Ron Wood op gitaar.

## Tracklist
Alle muziek en teksten zijn geschreven door Bob Dylan. 
| Nr. | Titel               | Duur |
| --- | ------------------- | ---- |
| 1.  | Jokerman            | 6:12 |
| 2.  | Sweetheart Like You | 4:31 |
| 3.  | Neighborhood Bully  | 4:33 |
| 4.  | License to Kill     | 3:31 |

| 5.                 | Man of Peace                   | 6:27 |
| 6.                 | Union Sundown                  | 5:21 |
| 7.                 | I and I                        | 5:10 |
| 8.                 | Don't Fall Apart on Me Tonight | 5:54 |
| Totale duur: 41:39 |                                |      |

## Musici
- Bob Dylan – Gitaar, harmonica, keyboard, zang
- Sly Dunbar – Drums, percussie
- Robbie Shakespeare – Basgitaar
- Mick Taylor – Gitaar
- Mark Knopfler – Gitaar
- Alan Clark – Keyboard
- Clydie King – Zang op "Union Sundown"

## Hitnoteringen
Het album bereikte nummer 20 op de Billboard 200, nummer 9 zowel op de UK Albums Chart als in Nederland.

## Kritiek
Het album werd over het algemeen beter beoordeeld dan voorganger Shot of Love, hoewel men echo's van deze voorganger hoorde, en men over het algemeen niet onder de indruk was.